# Приз имени Лу Марша

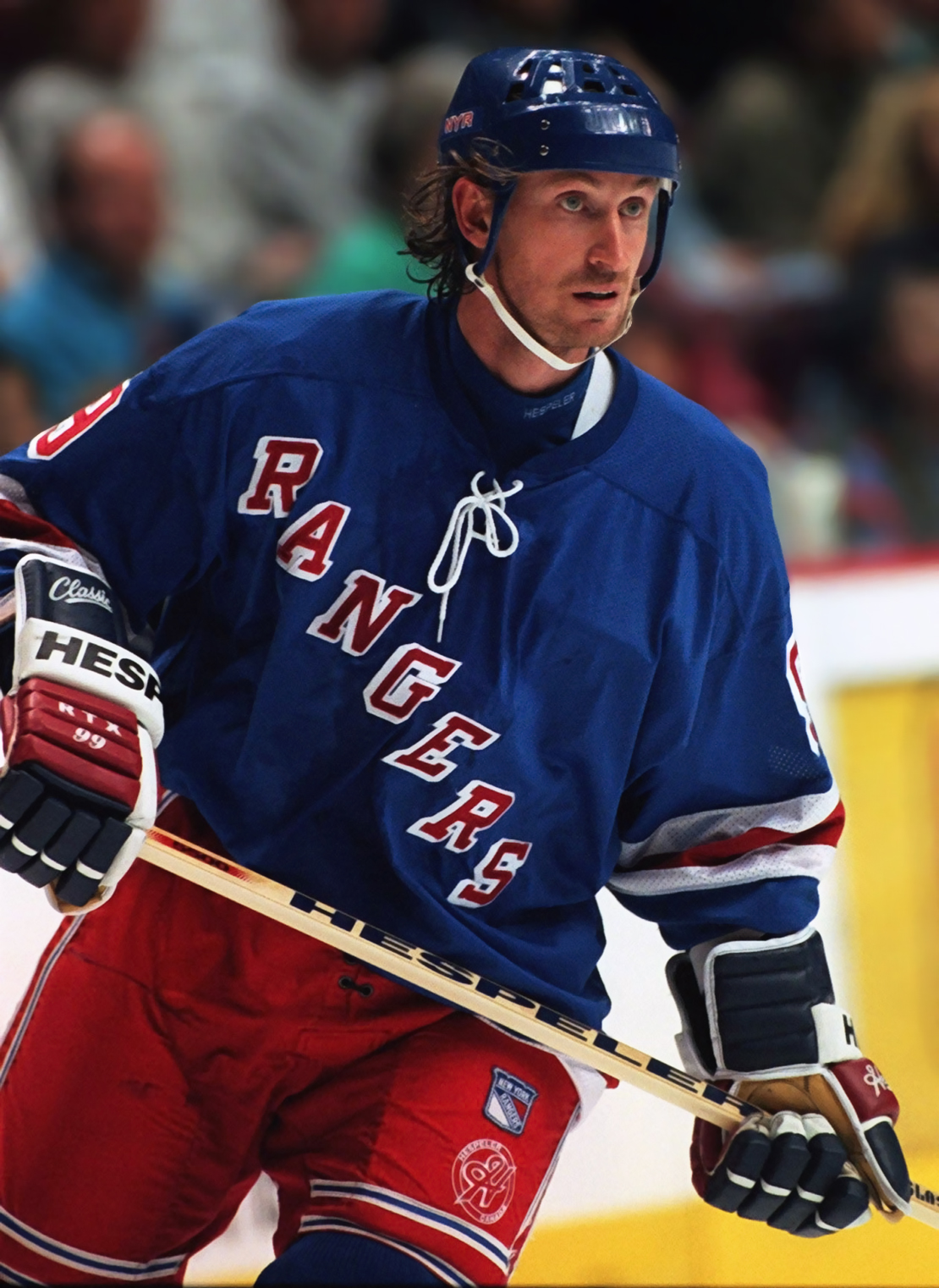
Уэйн Гретцки — четырёхкратный обладатель награды

Приз имени Лу Марша (англ. The Lou Marsh Trophy или Lou Marsh Memorial Trophy, с 2022 года «Полярная звезда», англ. Northern Star Award) — ежегодная награда, вручаемая лучшему спортсмену года в Канаде. Награда вручается как профессиональным спортсменам, так и спортсменам-любителям. Победителя выбирают спортивные журналисты в ходе голосования, проходящего в декабре. Комиссия состоит из 11 человек, представляющих Toronto Star, Canadian Press, FAN590, Globe and Mail, CBC, Rogers Sportsnet, CTV/TSN, La Presse и National Post. Впервые награда была вручена в 1936 году. Приз назван в честь Лу Марша — выдающегося канадского спортсмена, судьи и бывшего спортивного редактора газеты Toronto Star. Лу Марш умер в 1936 году и награду было решено назвать в его честь. Сама награда сделана из чёрного мрамора и имеет высоту 75 см. В верхней части расположена надпись «С киркой и лопатой» (англ. With Pick and Shovel) под которой вырезается имя победителя.
За 73-летнюю истории приз получило 62 спортсмена и три пары. Чаще других награду получал хоккеист Уэйн Гретцки — 4 раза. Фигуристка Барбара Энн Скотт получала приз 3 раза. С 1942 по 1944 год награда не вручалась из-за Второй мировой войны. В 1978, 1983 и 2020 годах приз получили сразу два спортсмена.

## Победители

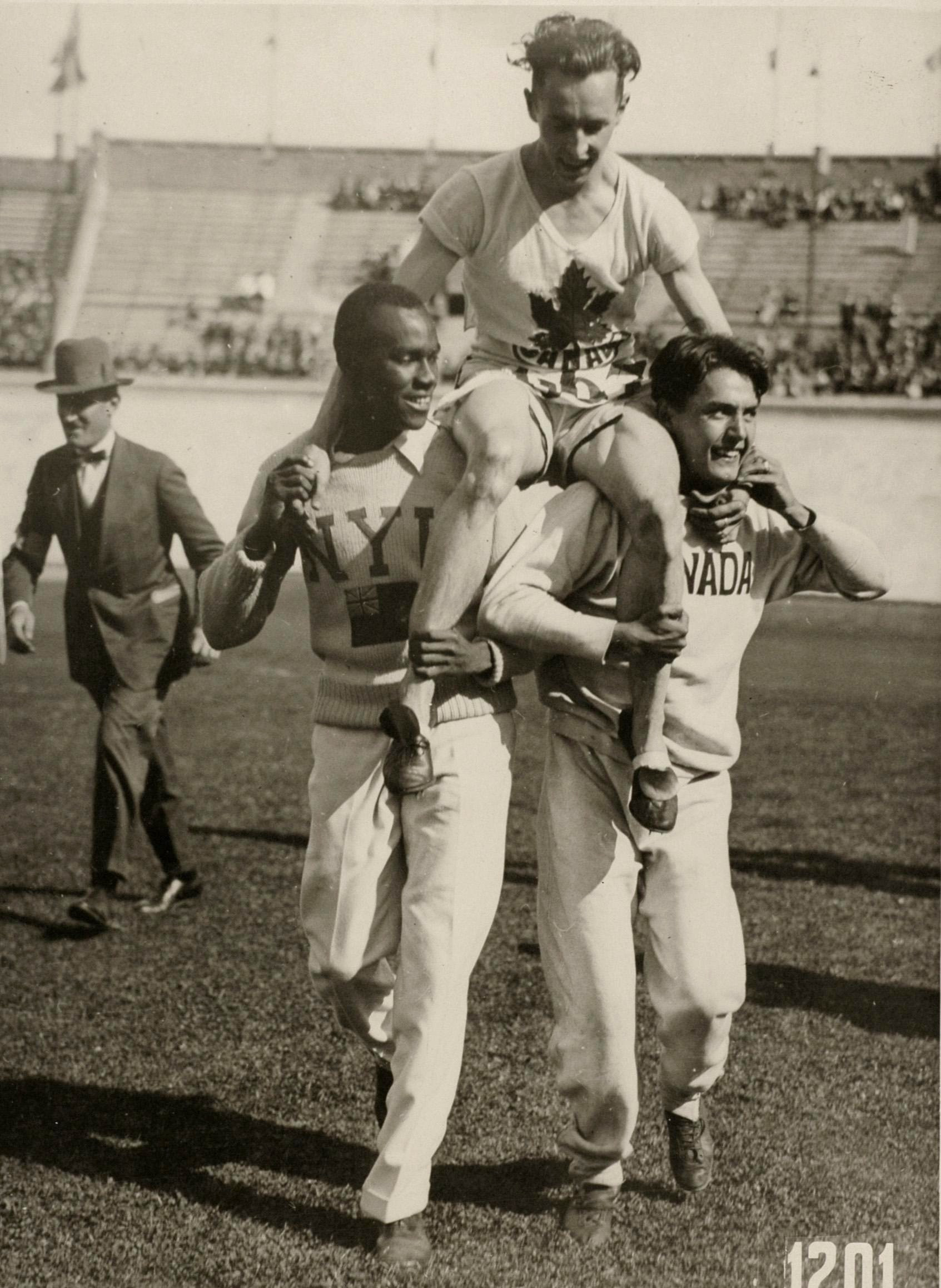
Фил Эдвардс (слева) первый обладатель награды

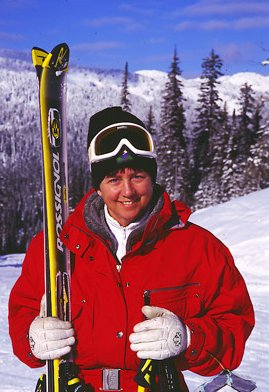
Нэнси Грин, победитель в 1967 и 1968 годах

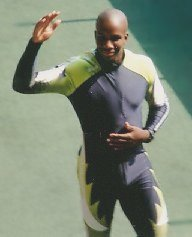
Донован Бэйли, победитель 1996 года

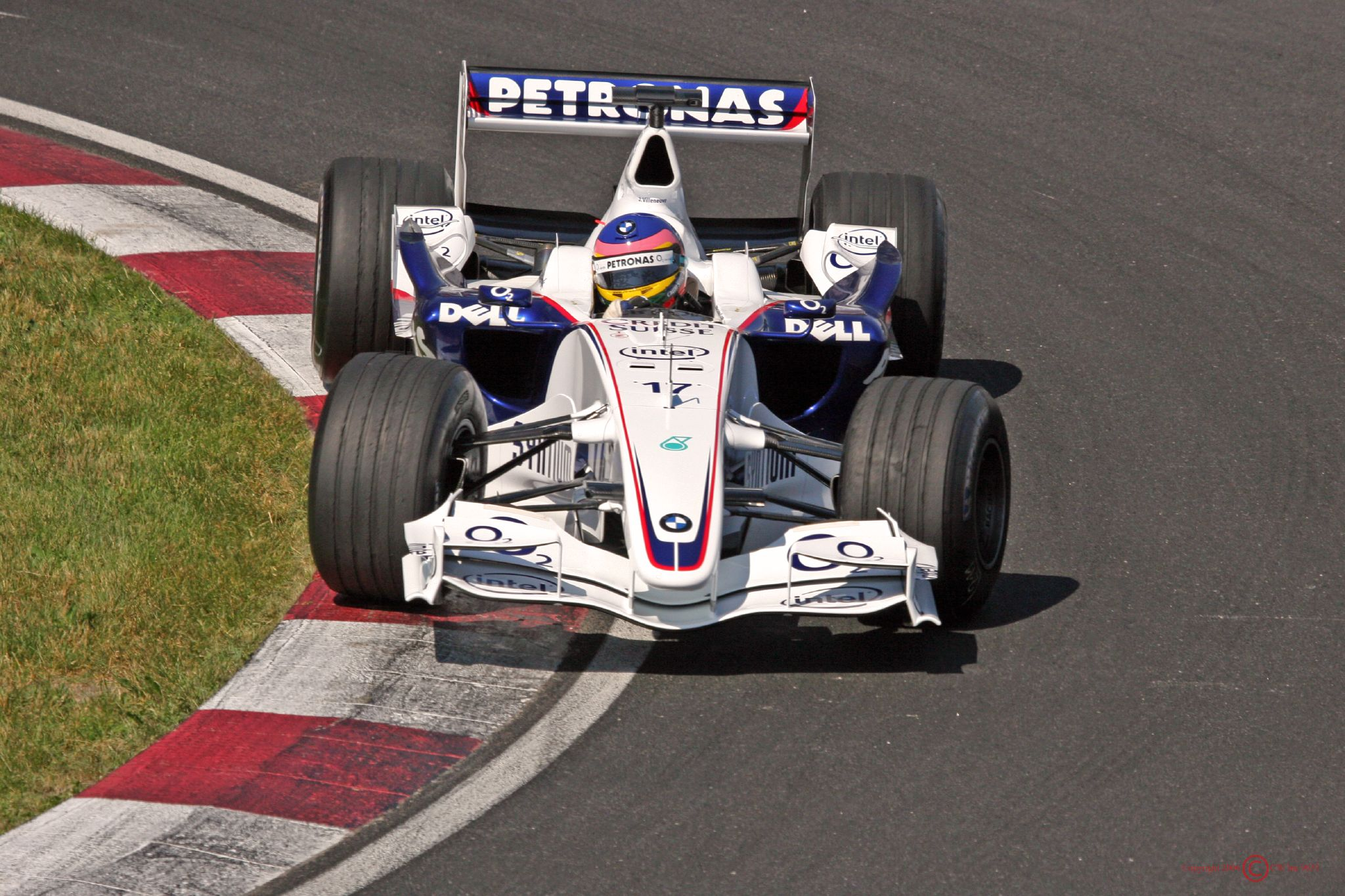
Жак Вильнёв, победитель 1995 и 1997 годов

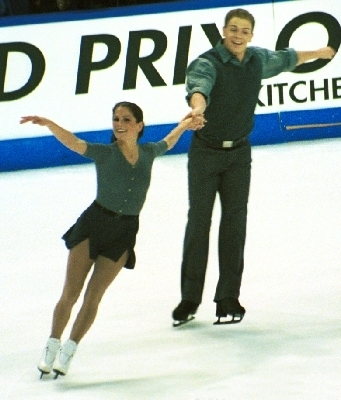
Жами Сале и Давид Пеллетье, победители 2001 года

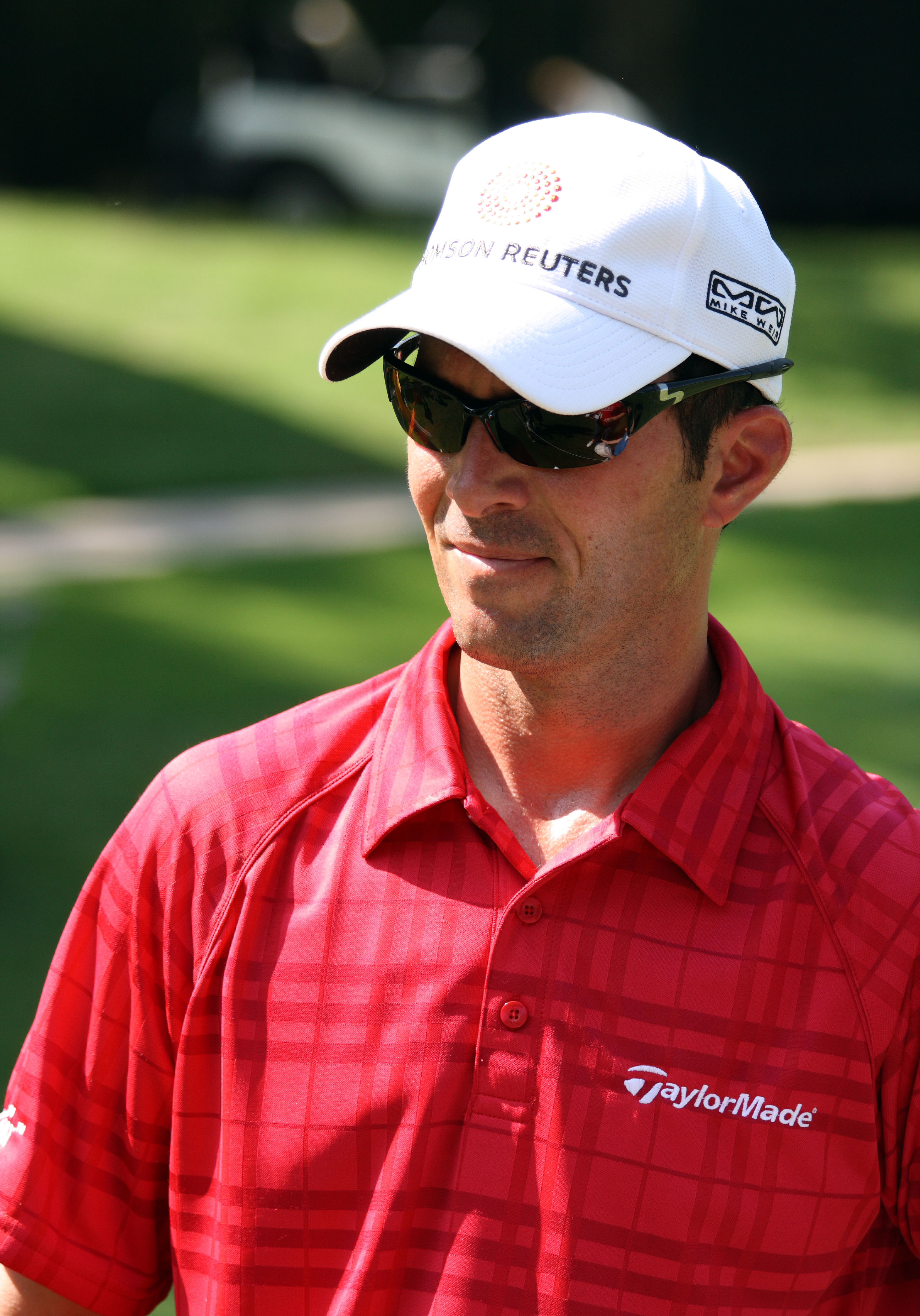
Майк Уэир, победитель 2003 года

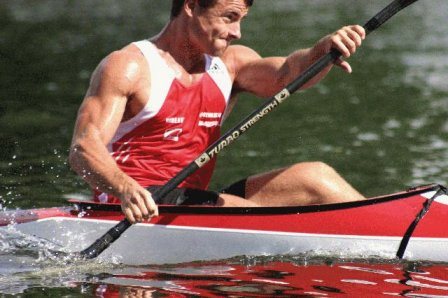
Адам Ван Куверден, победитель 2004 года

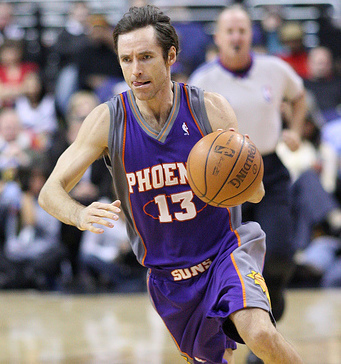
Стив Нэш, победитель 2005 года

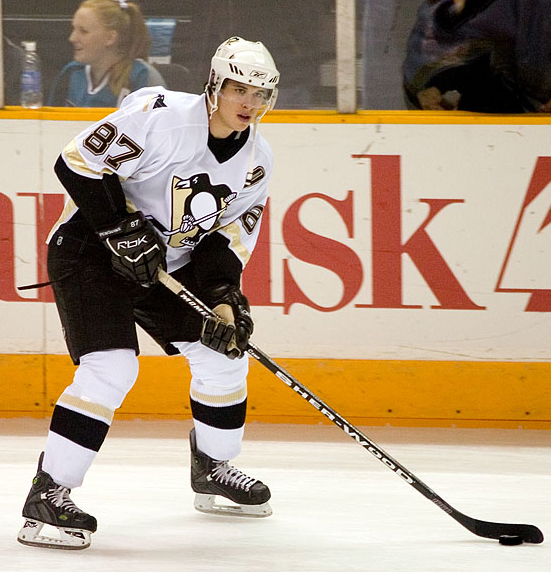
Сидни Кросби, победитель 2007 и 2009 годов

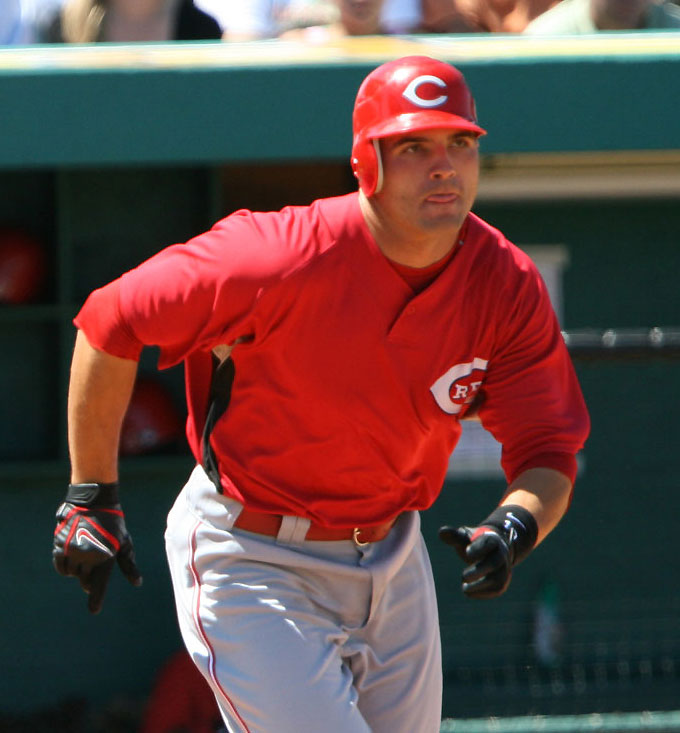
Джоуи Вотто, победитель 2010 года

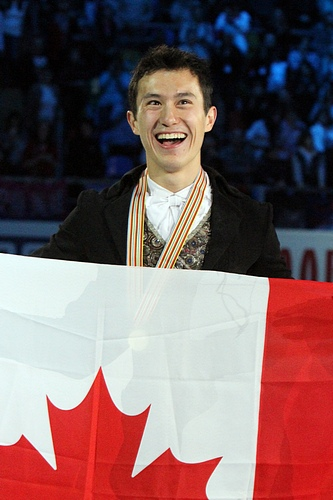
Патрик Чан, победитель 2011 года

|  | Спортсмен      |
|  | Спортсменка    |
|  | Смешанная пара |

| *             | Также получил премию Лионеля Конахера, как спортсмен года в Канаде среди мужчин  |
| ^             | Также получила премию Бобби Розенфельд, как спортсмен года в Канаде среди женщин |
| Спортсмен (X) | Количество выигранных наград                                                     |

| Год  | Победитель                         | Вид спорта                         | Достижения в этом году |
| ---- | ---------------------------------- | ---------------------------------- | --- |
| 1936 | Фил Эдвардс *                      | Лёгкая атлетика                    | Один из немногих чёрных спортсменов, принимавших участие в Олимпийских играх 1936 года в Берлине. Завоевал бронзовую олимпийскую медаль в беге на 800 м |
| 1937 | Маршал Клеланд                     | Конный спорт                       | Выиграл 10 международных соревнований |
| 1938 | Бобби Пирс                         | Академическая гребля               | В третий раз стал чемпионом мира |
| 1939 | Боб Пири                           | Плавание                           | Установил мировой рекорд на дистанции 200 м |
| 1940 | Жерар Кот *                        | Марафон                            | Первое место на Бостонском марафоне, где он также установил рекорд времени |
| 1941 | Тео Дубо                           | Академическая гребля               | Выиграл чемпионаты США и Канады |
| 1942 | Не вручалась                       | —                                  | — |
| 1943 | Не вручалась                       | —                                  | — |
| 1944 | Не вручалась                       | —                                  | — |
| 1945 | Барбара Энн Скотт                  | Фигурное катание                   | Выиграла чемпионаты Канады и Северной Америки |
| 1946 | Джо Крол *                         | Канадский футбол                   | Выиграл Кубок Грея вместе с «Торонто Аргонавтс», став самым ценным игроком турнира |
| 1947 | Барбара Энн Скотт (2) ^            | Фигурное катание                   | Выиграла чемпионаты Северной Америки, Европы и мира |
| 1948 | Барбара Энн Скотт (3) ^            | Фигурное катание                   | Стала золотой медалисткой на Олимпийских играх 1948 года, а также выиграла чемпионаты Европы и мира |
| 1949 | Клифф Ламсдон                      | Плавание                           | В возрасте 18 лет выиграл марафонский заплыв в Торонто |
| 1950 | Боб Макфарлейн                     | Канадский футбол и лёгкая атлетика | Установил пять рекордов Канады в беге и стал самым результативным игроком в университетской лиге |
| 1951 | Марлен Стрет                       | Гольф                              | Выиграла чемпионаты Канады и США по гольфу среди любителей |
| 1952 | Джордж Дженеро                     | Стрелковый спорт                   | Первое место в трапе на олимпийских играх |
| 1953 | Даг Хепбурн *                      | Тяжёлая атлетика                   | Первое место в категории свыше 90 кг на чемпионате мира по тяжёлой атлетике |
| 1954 | Мэрилин Белл ^                     | Плавание                           | В возрасте 16 лет приняла участие в заплыве через озеро Онтарио, став первой в мире женщиной, преодолевшей дистанцию в 52 км |
| 1955 | Бет Уиттэлл                        | Плавание                           | Выиграла две золотые и одну серебряную медаль на Панамериканских играх |
| 1956 | Марлен Стрет (2) ^                 | Гольф                              | Выиграла несколько ведущих чемпионатов по гольфу среди любителей |
| 1957 | Морис Ришар *                      | Хоккей с шайбой                    | Завоевал Кубок Стэнли с «Монреаль Канадиенс», став одним из самых результативных игроков чемпионата |
| 1958 | Люсиль Уилер ^                     | Горнолыжный спорт                  | Завоевала две золотые и одну серебряную медаль на чемпионате мира в Австрии |
| 1959 | Барбара Вагнер и Роберт Пол        | Фигурное катание                   | Первое место на чемпионате мира в парном фигурном катании |
| 1960 | Энн Хеггтвейт ^                    | Горнолыжный спорт                  | Первое место в слаломе на Олимпийских играх |
| 1961 | Брюс Кидд *                        | Лёгкая атлетика                    | В возрасте 17 лет выиграл забег на 2 мили в закрытых помещениях, установив рекорд США |
| 1962 | Дональд Джексон                    | Фигурное катание                   | Первое место на чемпионате мира в Праге, где он впервые в истории фигурного катания исполнил тройной лутц |
| 1963 | Билл Кротерс                       | Лёгкая атлетика                    | Показал два лучших результата в беге на 800 м в году |
| 1964 | Роджер Джексон и Джордж Хангерфорд | Академическая гребля               | Первое место на Олимпийских играх в Токио в дисциплине двойки распашные без рулевого |
| 1965 | Петра Бурка ^                      | Фигурное катание                   | Первое место на чемпионате мира по фигурному катанию в Колорадо-Спрингс, считается первой женщиной, исполнившей на международных соревнованиях тройной прыжок — сальхов                                                                                         |
| 1966 | Элейн Таннер ^                     | Плавание                           | Завоевала четыре золотые и три серебряные медали на играх Содружества в Кингстоне |
| 1967 | Нэнси Грин ^                       | Горнолыжный спорт                  | Первое место в кубке мира |
| 1968 | Нэнси Грин (2) ^                   | Горнолыжный спорт                  | Первое место в кубке мира Первое место в гигантском слаломе и второе место в слаломе на зимних Олимпийских играх в Гренобле |
| 1969 | Расс Джексон *                     | Канадский футбол                   | Выиграл Кубок Грея вместе с «Оттава Раф Райдерс», став самым ценным игроком турнира |
| 1970 | Бобби Орр *                        | Хоккей с шайбой                    | Обладатель Кубка Стэнли, Арт Росс Трофи, Харт Трофи и Конн Смайт Трофи |
| 1971 | Херви Филион                       | Бега                               | Победитель несколько сот заездов в году |
| 1972 | Фил Эспозито *                     | Хоккей с шайбой                    | Обладатель Кубка Стэнли и Арт Росс Трофи Самый результативный игрок сборной Канады в Суперсерии |
| 1973 | Сэнди Хоули                        | Скачки                             | Первый в истории жокей, выигравший более 500 заездов в году |
| 1974 | Фергюсон Дженкинс *                | Бейсбол                            | Лидер ГЛБ в нескольких статистических категориях |
| 1975 | Бобби Кларк *                      | Хоккей с шайбой                    | Обладатель Кубка Стэнли и Харт Трофи |
| 1976 | Сэнди Хоули (2)                    | Скачки                             | Побил рекорд по количеству заработанных призовых за один год |
| 1977 | Ги Ляфлёр *                        | Хоккей с шайбой                    | Обладатель Кубка Стэнли, Арт Росс Трофи, Харт Трофи и Конн Смайт Трофи |
| 1978 | Грэхем Смит                        | Плавание                           | Завоевал шесть золотых медалей на играх Содружества в Эдмонтоне Завоевал золотую и серебряную медаль на чемпионате мира по водным видам спорта |
| 1978 | Кен Рид *                          | Горнолыжный спорт                  | Первое место на двух этапах Кубка мира по горнолыжному спорту |
| 1979 | Сандра Пост ^                      | Гольф                              | Выиграла три турнира LPGA и заняла второе место в году по призовым |
| 1980 | Терри Фокс                         | Марафон надежды                    | Проведение «Марафона надежды» |
| 1981 | Сьюзен Нэттрасс                    | Стрелковый спорт                   | Первое место на чемпионате мира по стендовой стрельбе |
| 1982 | Уэйн Гретцки *                     | Хоккей с шайбой                    | Побил рекорд НХЛ по количеству забитых шайб в сезоне (92) и первым в истории лиги набрал более 200 очков по системе гол+пасс |
| 1983 | Рик Хэнсен                         | Гонки на инвалидных колясках       | Победитель нескольких марафонов |
| 1983 | Уэйн Гретцки (2) *                 | Хоккей с шайбой                    | Установил рекорд НХЛ по количеству передач в сезоне (125), обладатель Арт Росс Трофи и Харт Трофи |
| 1984 | Гаэтан Буше                        | Конькобежный спорт                 | Завоевал две золотые и одну бронзовую медаль на Олимпийских играх, а также стал чемпионом мира в спринте |
| 1985 | Уэйн Гретцки (3) *                 | Хоккей с шайбой                    | Обладатель Арт Росс Трофи, Конн Смайт Трофи, Харт Трофи и награды НХЛ плюс/минус |
| 1986 | Бен Джонсон *                      | Лёгкая атлетика                    | Завоевал две золотых и одну бронзовую медаль на играх Содружества и золотую медаль на играх Доброй Воли. Установил рекорд в беге на 60 м |
| 1987 | Бен Джонсон (2) *                  | Лёгкая атлетика                    | Установил рекорд в беге на 100 м |
| 1988 | Каролин Уалдо ^                    | Синхронное плавание                | Завоевала две золотые медали на Олимпийских играх в Сеуле |
| 1989 | Уэйн Гретцки (4) *                 | Хоккей с шайбой                    | Обладатель Харт Трофи |
| 1990 | Курт Браунинг *                    | Фигурное катание                   | Первое место на чемпионате мира по фигурному катанию |
| 1991 | Силкен Лауман ^                    | Академическая гребля               | Первое место на чемпионате мира по академической гребле |
| 1992 | Марк Тьюксбери *                   | Плавание                           | Первое место в 100 м на спине и третье место в эстафете на Олимпийских играх |
| 1993 | Марио Лемьё *                      | Хоккей с шайбой                    | Завоевал Харт Трофи, Арт Росс Трофи, Лестер Пирсон Эворд, Билл Мастертон Трофи и НХЛ плюс/минус |
| 1994 | Мириам Бедар ^                     | Биатлон                            | Первое место в гонке на 7,5 км и 15 км на Олимпийских играх |
| 1995 | Жак Вильнёв *                      | Автоспорт                          | Первое место в Champ Car. Одержал победу на четырёх этапах, включая победу в гонке 500 миль Индианаполиса |
| 1996 | Донован Бейли *                    | Лёгкая атлетика                    | Первое место в беге на 100 м на Олимпийских играх. Установил рекорд в беге на 100 м — 9,84 с |
| 1997 | Жак Вильнёв (2) *                  | Автоспорт                          | Первое место в чемпионате Формула-1 |
| 1998 | Ларри Уолкер *                     | Бейсбол                            | Стал первым канадцем в XX веке, завоевавшим титул лучшего отбивающего в Национальной лиге |
| 1999 | Каролин Брюне                      | Гребля на байдарках                | Первое место в трёх дисциплинах на чемпионате мира по гребле на байдарках и каноэ |
| 2000 | Дэниель Игали                      | Вольная борьба                     | Первое место в категории до 69 кг на Олимпийских играх |
| 2001 | Жами Сале и Давид Пеллетье         | Фигурное катание                   | Первое место на чемпионате мира по фигурному катанию |
| 2002 | Катриона Лемэй-Доан ^              | Конькобежный спорт                 | Первое место на дистанции 500 м на Олимпийских играх, где установила новый олимпийский рекорд Первое место на чемпионате мира |
| 2003 | Майк Уэир *                        | Гольф                              | Выиграл турнир Мастерс |
| 2004 | Адам Ван Куверден                  | Гребля на байдарках                | Первое место в дисциплине K-1 500 м и третье место в дисциплине K-1 1000 м на Олимпийских играх |
| 2005 | Стив Нэш *                         | Баскетбол                          | Завоевал титул самого ценного игрока НБА и стал лидером лиги по количеству результативных передач |
| 2006 | Синди Классен ^                    | Конькобежный спорт                 | Завоевала одну золотую, две серебряные и две бронзовые медали на Олимпийских играх, а также стала чемпионкой мира в классическом многоборье |
| 2007 | Сидни Кросби *                     | Хоккей с шайбой                    | Первый новичок с 1980 года, ставший самым результативным игроком сезона. Самый молодой капитан в истории НХЛ. Завоевал Харт Трофи, Арт Росс Трофи, Лестер Пирсон Эворд и стал самым молодым игроком в истории лиги, включённым в первую сборную всех звёзд НХЛ. |
| 2008 | Шанталь Петиклер ^                 | Гонки на инвалидных колясках       | Завоевала 5 золотых медалей на Паралимпийских играх |
| 2009 | Сидни Кросби (2) *                 | Хоккей с шайбой                    | Завоевал Кубок Стэнли, став самым молодым капитаном, приведшим свою команду к этому трофею |
| 2010 | Джоуи Вотто                        | Бейсбол                            | Стал самым ценным игроком Главной лиги бейсбола |
| 2011 | Патрик Чан *                       | Фигурное катание                   | Первое место на чемпионате мира по фигурному катанию Первое место в финальном турнире Гран-при по фигурному катанию |
| 2012 | Кристин Синклер ^                  | Футбол                             | Привела женскую сборную Канады по футболу к бронзовым медалям на летних Олимпийских играх 2012 года, установив рекорд турнира по количеству забитых мячей — 6, за что также получила «Золотую бутсу»                                                            |
| 2013 | Джон Корниш                        | Канадский футбол                   | Стал третьим канадцем, ставшим самым выдающимся игроком Канадской футбольной лиги |
| 2014 | Кейли Хамфрис                      | Бобслей                            | Первое место на соревнованиях двоек в бобслее на Олимпийских играх |
| 2015 | Кэри Прайс *                       | Хоккей с шайбой                    | Завоевал Уильям М. Дженнингс Трофи, Везина Трофи, Харт Трофи и Тед Линдсэй Эворд |
| 2016 | Пенни Олексяк ^                    | Плавание                           | Первое место в соревнованиях по плаванию на дистанции 100 метров вольным стилем, второе место на дистанции 100 метров баттерфляем, а также третьи места в эстафетах 4×100 и 4×200 вольным стилем на Олимпийских играх 2016.                                     |
| 2017 | Джоуи Вотто                        | Бейсбол                            | Занял второе место в голосовании на лучшего игрока Национальной лиги |
| 2018 | Микаэль Кингсбери *                | Фристайл                           | Первое место на Олимпийских играх 2018 года, установил рекорд Кубка мира по фристайлу по набранным очкам за сезон |
| 2019 | Бьянка Андрееску ^                 | Теннис                             | Победительница Открытого чемпионата США в одиночном разряде. Первая представительница Канады, выигравшая турнир Большого шлема в одиночном разряде. |
| 2020 | Алфонсо Дейвис *                   | Футбол                             | Первый канадец — победитель Лиги чемпионов УЕФА, новичок года в Бундеслиге. |
| 2020 | Лоран Дюверне-Тардиф               | Американский футбол                | Победитель Супербоула LIV. Первый игрок НФЛ, отказавшийся участвовать в сезоне 2020 из-за пандемии COVID-19, и вместо этого работавший как санитар в доме престарелых.                                                                                          |
| 2021 | Дамиан Уорнер *                    | Лёгкая атлетика                    | Чемпион Олимпийских игр в легкоатлетическом десятиборье. |
| 2022 | Мари-Филип Пулен ^                 | Хоккей с шайбой                    | Капитан женской сборной Канады, выигравшей Олимпийские игры и чемпионат мира. |
| 2023 | Шей Гилджес-Александер *           | Баскетбол                          | Бронзовый призёр и член символической первой сборной чемпионата мира в составе сборной Канады, член первой сборной всех звёзд НБА в сезоне 2022/2023. |
| 2024 | Саммер Макинтош ^                  | Плавание                           | Четырёхкратная индивидуальная медалистка (в том числе трёхкратная чемпионка) Олимпийских игр, установила два новых олимпийских рекорда. |

## Победители по видам спорта
Терри Фокс, получивший приз имени Лу Марша за проведение «Марафона надежды», не учитывается в таблице, так как получил награду не по какой-то конкретной дисциплине.
| Побед | Спортивная дисциплина        | Спортсменов получали |
| ----- | ---------------------------- | -------------------- |
| 14    | Хоккей с шайбой              | 10                   |
| 9     | Фигурное катание             | 7                    |
| 8     | Плавание                     | 8                    |
| 8     | Лёгкая атлетика              | 7                    |
| 5     | Горнолыжный спорт            | 4                    |
| 4     | Академическая гребля         | 4                    |
| 4     | Канадский футбол             | 4                    |
| 4     | Гольф                        | 3                    |
| 3     | Бейсбол                      | 3                    |
| 3     | Конькобежный спорт           | 3                    |
| 2     | Каякинг                      | 2                    |
| 2     | Стрелковый спорт             | 2                    |
| 2     | Гонки на инвалидных колясках | 2                    |
| 2     | Футбол                       | 2                    |
| 2     | Баскетбол                    | 2                    |
| 1     | Автогонки                    | 1                    |
| 1     | Скачки                       | 1                    |
| 1     | Биатлон                      | 1                    |
| 1     | Конный спорт                 | 1                    |
| 1     | Бега                         | 1                    |
| 1     | Марафон                      | 1                    |
| 1     | Синхронное плавание          | 1                    |
| 1     | Тяжёлая атлетика             | 1                    |
| 1     | Вольная борьба               | 1                    |
| 1     | Бобслей                      | 1                    |
| 1     | Фристайл                     | 1                    |
| 1     | Теннис                       | 1                    |
| 1     | Американский футбол          | 1                    |